# Sonofon
Sonofon A/S var et dansk teleselskab dannet i 1991 af GN Store Nord og amerikanske BellSouth med det formål at udbyde GSM-baseret mobiltelefoni. Sonofon havde de første 10 år hovedsæde på Skelagervej i Aalborg inden hovedsæde blev flyttet til Frederikskaj i København, hvorefter virksomheden fastholdte sin store afdeling på Skelagervej i Aalborg med en udbygning på Gøteborgvej. Sonofon blev i 2005 opkøbt af Telenor, hvorefter aktiviteterne blev overflyttet til Telenor.

## Historie
BellSouth og GN Store Nord søgte i 1990 om én af to udbudte licenser til at drive GSM 900 mobil-netværk i Danmark. De to selskaber fik licensen den 9. september 1991 og dannede Sonofon til at opbygge og drive netværket. GSM-licitationen er det første egentlige brud på det danske telemonopol (den anden licens går dog til TDC).
Sonofons tjeneste lanceres officielt september 1992 og har ved udgangen af året 2.500 kunder, et tal der stiger hastigt i de følgende år og når en halv million ved udgangen af 1996. 11. januar 1998 lancerer Sonofon som det første danske selskab taletidskort, dvs. forudbetalte mobilopkald. Denne tjeneste får mobiltelefoniens popularitet til at stige yderligere, og Sonofon har ved udgangen af 1998 hele 700.000 kunder.
Sonofon lancerede i 2000 som det første danske mobilselskab muligheden for at lave GPRS-opkald. Samme år udvider Sonofon sin forretning uden for mobiltelefoni, da man får en licens til at drive trådløse internetforbindelser med FWA-teknologi. De første FWA- forbindelser installeres i august 2001. Sonofon har på dette tidspunkt ca. 1 million kunder. 
13. juni 2000 solgte GN Store Nord sin ejerandel på 53,5% af Sonofon til Telenor for 13,1 mia. kr. I perioden 2000-2003 gennemførte Sonofon en række konsolideringer, som betød, at firmaet opnåede et stabilt overskud. 10. december 2003 overtog Telenor BellSouths ejerandel af Sonofon for 3,05 mia. kr. 30. april 2004 købte Sonofon lavpris-mobilselskabet CBB Mobil, og senere samme år lancerede Sonofon sine første flat rate-produkter. 
I februar 2005 blev Telenors aktiviteter i Norden samlet i Telenor Nordic, og Sonofon indgik i denne organisation. I maj 2005 overtog Telenor tele- og internetvirksomheden Cybercity for 1,35 mia. kr., og 15. august 2005 overtog direktør i Cybercity Henrik Clausen ledelsen af Sonofon, således at han var direktør for begge selskaber. 19. december vandt Sonofon retten til at købe en UMTS licens (den licens, der blev til overs, da Telia købte Orange i Danmark), og fik dermed mulighed for at udbyde 3G mobiltelefoni i fremtiden.
I efteråret 2005 begyndte Sonofons butikker at sælge Cybercity produkter, og i februar 2006 skiftede begge selskaber til at anvende Telenors blå logo.
I foråret 2007 indgik Sonofon en aftale med dagligvarekæden Føtex om en shop-i-shop løsning og åbnede 72 telebutikker i Føtex-varehuse landet over. Butikkerne solgte både Sonofon teleprodukter samt bredbåndsløsninger fra Cybercity. Med aftalen nåede Sonofon op over 200 butikker og blev dermed Danmarks største distributionskæde af teleprodukter og -ydelser. Senere på året opkøbte Telenor en anden skandinavisk televirksomhed – nemlig Tele2. Derved øgede Sonofon sin markedsandel på specielt mobilområdet, ligesom Cybercitys markedsandel på internet- og fastnetområdet også blev forøget.
I 2008 begyndte Sonofon-butikkerne at sælge bærbare computere for firmaet Zepto. Dette initiativ skal ses i lyset af Sonofons satsning på 3G-internet, som giver kunderne mulighed for at bruge det nye mobilnet (3G) til at gå på internettet fra deres computere.
I maj 2008 blev det meddelt, at de lokale danske firmanavne Sonofon, Cybercity og Tele2 i sommeren 2009 vil blive nedlagt, og selskaberne samles under ét fælles brand – nemlig Telenor.